# Scinax chiquitanus
Scinax chiquitanus là một loài ếch trong họ Nhái bén.
Nó được tìm thấy ở Bolivia, Peru và có thể có ở Brasil.
Các môi trường sống tự nhiên của chúng là các khu rừng ẩm ướt đất thấp nhiệt đới hoặc cận nhiệt đới và đầm nước ngọt có nước theo mùa. Loài này đang bị đe dọa do mất môi trường sống.